# Grand Prix d'Isbergues 2005
La 59e édition du Grand Prix d'Isbergues a eu lieu le 18 septembre 2005. Il s'agit de la treizième et avant-dernière épreuve de la Coupe de France de cyclisme sur route 2005. L'épreuve, remportée par le coureur belge Niko Eeckhout, fait partie du calendrier de l'UCI Europe Tour 2005 en catégorie 1.1.

## Classement final
|    | Coureur           | Pays      | Équipe                      |    | Temps           |
| -- | ----------------- | --------- | --------------------------- | -- | --------------- |
| 1  | Niko Eeckhout     | Belgique  | Chocolade Jacques-T Interim | en | 4 h 30 min 30 s |
| 2  | Stefan van Dijk   | Pays-Bas  | MrBookmaker.com             |    | m.t.            |
| 3  | Robbie McEwen     | Australie | Davitamon-Lotto             |    | m.t.            |
| 4  | Matti Breschel    | Danemark  | Team CSC                    |    | m.t.            |
| 5  | Jens Renders      | Belgique  | MrBookmaker.com             |    | m.t.            |
| 6  | Mathieu Claude    | France    | Bouygues Télécom            |    | m.t.            |
| 7  | Jon Bru           | Espagne   | Kaiku                       |    | m.t.            |
| 8  | Philippe Gilbert  | Belgique  | Française des Jeux          |    | m.t.            |
| 9  | Cédric Vasseur    | France    | Cofidis                     |    | m.t.            |
| 10 | Christophe Brandt | Belgique  | Davitamon-Lotto             |    | m.t.            |